# 木脇祐昌
木脇 祐昌（きのわき すけまさ）は戦国時代から安土桃山時代にかけての薩摩国島津氏の家臣。
木脇祐定の嫡子として誕生した。島津義弘に仕え、永禄9年（1566年）の三ツ山城攻めで功を為した。天正11年（1583年）10月、肥後国の花の山城の城主ならびに地頭に任じられたが、天正13年（1585年）8月、甲斐親英の率いた阿蘇8千町の多勢に城を攻囲される。祐昌は駆け付けた鎌田政虎や、救援の相良氏の軍勢と共に奮戦するも手負いとなり、辞世の句（後述）を詠んで敵中に駆け入り討ち死にを遂げた。また、城も落城し、鎌田政虎や深水摂津介（深水長智の嫡子）ら30余名が討ち死にした。

## 辞世
- 「打人も 打るる人も　戯の 浮世の夢は 今ぞ覚ける」